# Ibaraki (prefectuur)

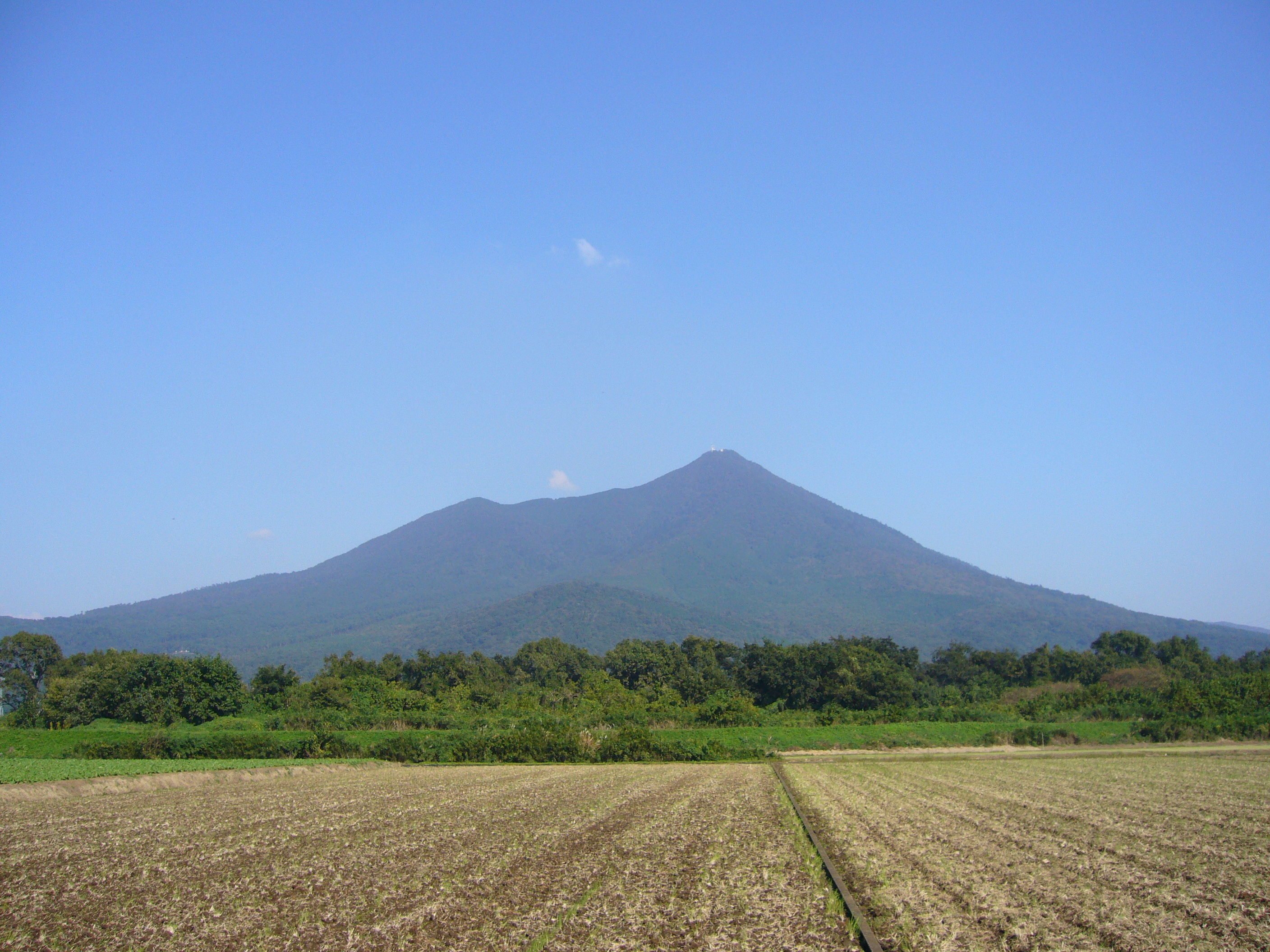
De berg Tsukuba.

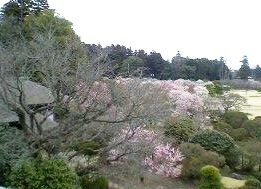
Kairaku-en

De prefectuur Ibaraki  (Japans: 茨城県,Ibaraki-ken) is een Japanse prefectuur in de regio Kanto in Honshu. Ibaraki heeft een oppervlakte van 6095,69 km² en had op 1 augustus 2010 een bevolking van ongeveer 2.963.959 inwoners. De hoofdstad is Mito.

## Geschiedenis
De prefectuur Ibaraki is ontstaan uit de voormalige provincie Hitachi.

## Geografie
De prefectuur Ibaraki vormt het noordoostelijk deel van de regio Kanto. Ibaraki bevindt zich tussen de prefectuur Tochigi en de Stille Oceaan en wordt in het noorden en zuiden begrensd door de prefecturen Fukushima en Chiba. In het zuidwesten grenst het aan de prefecturen Gunma en Saitama. Enkel in het uiterste noorden is de prefectuur bergachtig. Voor het overige bestaat ze uit vlaktes met verschillende meren.
De administratieve onderverdeling is als volgt :

### Zelfstandige steden (市) shi
Er zijn 32 steden in de prefectuur Ibaraki.
| - Bandō - Chikusei - Hitachi - Hitachinaka - Hitachiōmiya - Hitachiōta - Hokota - Inashiki - Ishioka - Itako - Jōsō | - Kamisu - Kasama - Kashima - Kasumigaura - Kitaibaraki - Koga - Mito (hoofdstad) - Moriya - Naka - Namegata - Omitama | - Ryūgasaki - Sakuragawa - Shimotsuma - Takahagi - Toride - Tsuchiura - Tsukuba - Tsukubamirai - Ushiku - Yuki |

### Gemeenten (郡 gun)
De gemeenten van Ibaraki, ingedeeld naar district:
| District       | Gemeenten                   |
| -------------- | --------------------------- |
| Higashiibaraki | Ibaraki - Oarai - Shirosato |
| Inashiki       | Ami - Kawachi - Miho        |
| Kitasouma      | Tone                        |
| Kuji           | Daigo                       |
| Naka           | Tokai                       |
| Sashima        | Goka - Sakai                |
| Yuki           | Yachiyo                     |

### Fusies
(Situatie op 27 maart 2006) 
Zie ook: Gemeentelijke herindeling in Japan
- Op 16 oktober 2004 smolten de gemeenten Gozenyama en Yamagata van het District Higashiibaraki samen met de gemeenten Miwa en Ogawa van het District Naka tot de nieuwe stad Hitachiomiya.
- Op 1 november 2004 werd de gemeente Juou van het District Taga aangegehecht bij de stad Hitachi. Door deze fusie verdween het District Taga.
- Op 1 december 2005 werden de gemeenten Kanasagou, Satomi en Suifu uit het District Kuji aangehecht bij de stad Hitachiota.
- Op 21 januari 2005 fusioneerden de gemeenten Naka en Urizura uit het District Naka tot de nieuwe stad Naka.
- Op 1 februari 2005 fusioneerden de gemeenten Johoku en Katsura van het District Higashiibaraki met de gemeente Nanakai van het District Nishiibaraki tot de nieuwe gemeente Shirosato.
- Op 1 februari 2005 werd de gemeente Uchihara van het District Higashiibaraki aangehecht bij de stad Mito.
- Op 22 maart 2005 smolten de gemeenten Azuma, Edosaki, Sakuragawa en Shintone van het District Inashiki samen tot de nieuwe stad Inashiki.
- Op 22 maart 2005 fusioneerden de gemeente Sashima uit het District Sashima met de stad Iwai tot de nieuwe stad Bandō.
- Op 28 maart 2005 werd de gemeente Fujishiro van het District Kitasouma aangehecht bij de stad Toride.
- Op 28 maart 2005 fusioneerden de gemeenten Akeno, Kyowa en Sekijo van het District Makabe met de stad Shimodate tot de nieuwe stad Chikusei.
- Op 28 maart 2005 smolten de gemeenten Chiyoda en Kasumigaura van het District Niihari samen tot de nieuwe stad Kasumigaura.
- Op 1 augustus 2005 smolten de gemeenten Hasaki en Kamisu van het District Kashima samen tot de nieuwe stad Kamisu.
- Op 2 september 2005 fusioneerden de gemeenten Asou, Kitaura en Tamatsukuri van het District Namegata samen tot de nieuwe stad Namegata. Het District Namegata verdween ten gevolge van deze fusie.
- Op 12 september 2005 werden de gemeenten Sanwa en Souwa van het District Sashima aangehecht bij de stad Koga.
- Op 1 oktober 2005 fusioneerden de gemeenten van het District Makabe met de gemeente Iwase van het District Nishiibaraki tot de nieuwe stad Sakuragawa. Het District Makabe verdween ten gevolge van deze fusie.
- Op 1 oktober 2005 werd de gemeente Yasato van het District Niihari aangehecht bij de stad Ishioka.
- Op 11 oktober 2005 fusioneerde de gemeente Hokota met de gemeenten Asahi en Taiyō (beide van het District Kashima) tot de nieuwe stad Hokota. Het District Kashima verdween ten gevolge van deze fusie.
- Op 1 januari 2006 werd de gemeente Chiyokawa van het District Yuki aangehecht bij de stad Shimotsuma.
- Op 1 januari 2006 werd de gemeente Ishige van het District Yuki aangehecht bij de stad Mitsukaido. De stad Mitsukaido veranderde vervolgens haar naam naar Joso.
- Op 20 februari 2006 werd de gemeente Niihari van het District Niihari, aangehecht bij de stad Tsuchiura.
- Op 19 maart 2006 smolten de gemeenten Iwama en Tomobe (beide van het District Nishiibaraki) samen met Kasama tot de nieuwe stad Kasama. Het District Nishiibaraki verdween ten gevolge van deze fusie.
- Op 27 maart 2006 fusioneerden de gemeenten Ogawa en Minori (beide van het District Higashiibaraki) met de gemeente Tamari van het District Niihari tot de nieuwe stad Omitama. Het District Niihari verdween ten gevolge van deze fusie.
- Op 27 maart 2006 smolten de gemeenten Ina en Yawara (beide van het District Tsukuba) samen tot de nieuwe stad Tsukubamirai. Het District Tsukuba verdween ten gevolge van deze fusie.

## Bezienswaardigheden
- Kairaku-en, een van de drie bekendste Japanse tuinen van Japan
- Tsukuba, een van de bekendste bergen van Japan
- Kashima-schrijn